# Cosa accadrebbe se?
Cosa accadrebbe se?  (nella versione originale What if?) è un libro di saggistica del vignettista statunitense Randall Munroe.

## Edizioni
La versione originale è stata pubblicata negli stati uniti il 2 Settembre 2014, con il titolo completo What if? Serious Scientific Answers to Absurd Hypothetical Questions.
L'annuncio ufficiale della pubblicazione è stato dato il 12 Marzo dell'anno precedente, il post nel giro di un anno ebbe più di mille commenti in risposta.
La prima edizione italiana è stata pubblicata nel 2015 da Bompiani per la collana Tascabili, tradotta da Salvatore Serù.
Seguì nella pubblicazione la casa editrice Giunti nel 2019.

## Contenuto
Il libro contiene diverse risposte a domande poste all'autore sul suo blog, con le relative spiegazioni.
Come il titolo suggerisce, alle oltre 50 domande riportare sul libro, seguono risposte scientifiche con spiegazioni legate alla materia chiamata in causa, intervallate da vignette con personaggi stilizzati, volte a rendere più comica e scorrevole la lettura.

### Introduzione
La prima pagina del libro dopo l'indice riporta in grassetto la scritta DICHIARAZIONE DI NON RESPONSABILITÀ e ne segue un'avvertenza scherzosa:
«Non provate nulla di tutto questo a casa.

L'autore di questo libro non è esperto di salute o di sicurezza, gli piace quando gli oggetti prendono fuoco o esplodono, il che significa che ciò che gli frulla in testa non va in alcun modo a vostro beneficio.»
Segue un'introduzione di circa due pagine, nella quale l'autore racconta da dove sia nata la sua passione per le domande assurde, riportando un dialogo che aveva avuto con sua madre all'età di cinque anni, chiedendo se nel mondo ci fossero più cose dure o cose morbide.

### Domande
Le domande riportate nel libro sono interamente tratte dal sito dell'autore, che le ha accumulate nel corso dei primi anni, e le ha scelte dopo un lungo processo di selezione, descritto nella sezione dei ringraziamenti ai suoi collaboratori, tra i quali ricorda anche gli "amici dell'esercito IRC".
Segue una lista di alcune delle domande più rappresentative del libro:
- è possibile costruire uno zaino-jet utilizzando delle mitragliatrici che sparino verso il basso?
- cosa accadrebbe se il DNA di una persona svanisse? Dopo quanto tempo morirebbe?
- cosa accadrebbe all'umanità se il sole si spegnesse?
- cosa accadrebbe se una persona possedesse una versione stampata di tutta Wikipedia? Di quante stampanti necessiterebbe per rimanere al passo con gli aggiornamenti?
- quando accadrà che Facebook conterrà più profili di persone defunte che di persone in vita?
- qual è la massima distanza da cui si è trovato un singolo essere umano da una qualsiasi altra persona?
- cosa accadrebbe se tutti coloro che si sottopongono al SAT tirassero a indovinare su ogni domanda?